# Lista de municípios de Mato Grosso do Sul por população
Esta lista de municípios de Mato Grosso do Sul por população está conforme o Censo demográfico do Brasil de 2022, divulgado pelo IBGE. Mato Grosso do Sul é uma das 27 unidades federativas do Brasil e é dividida em 79 municípios. O território sul-mato-grossense equivale a 4,19% do brasileiro e possui cerca de 2,756 milhões habitantes (1,36% da população brasileira), o estado possui a sexta maior área territorial e o vigésimo primeiro contingente populacional dentre os estados do Brasil.
A cidade mais populosa de Mato Grosso do Sul é Campo Grande, a capital estadual, com mais de 897 mil habitantes. Em seguida, Dourados (243 mil), Três Lagoas (132 mil), Corumbá (96 mil) e Ponta Porã (92 mil) fecham o ranking das cinco cidades mais populosas do estado.

## Municípios de Mato Grosso do Sul
| Pos.  | Município                | População |
| ----- | ------------------------ | --------- |
| Total | Mato Grosso do Sul       | 2 756 000 |
| 1     | Campo Grande             | 897 938   |
| 2     | Dourados                 | 243 368   |
| 3     | Três Lagoas              | 132 152   |
| 4     | Corumbá                  | 96 268    |
| 5     | Ponta Porã               | 92 017    |
| 6     | Naviraí                  | 50 457    |
| 7     | Nova Andradina           | 48 563    |
| 8     | Sidrolândia              | 47 118    |
| 9     | Aquidauana               | 46 803    |
| 10    | Maracaju                 | 45 047    |
| 11    | Paranaíba                | 40 957    |
| 12    | Amambai                  | 39 325    |
| 13    | Rio Brilhante            | 37 601    |
| 14    | Coxim                    | 32 151    |
| 15    | Chapadão do Sul          | 30 993    |
| 16    | Caarapó                  | 30 612    |
| 17    | São Gabriel do Oeste     | 29 579    |
| 18    | Ivinhema                 | 27 821    |
| 19    | Aparecida do Taboado     | 27 674    |
| 20    | Costa Rica               | 26 037    |
| 21    | Miranda                  | 25 536    |
| 22    | Itaporã                  | 24 137    |
| 23    | Anastácio                | 24 107    |
| 24    | Jardim                   | 23 981    |
| 25    | Bonito                   | 23 659    |
| 26    | Ribas do Rio Pardo       | 23 150    |
| 27    | Bataguassu               | 23 031    |
| 28    | Nova Alvorada do Sul     | 21 822    |
| 29    | Bela Vista               | 21 613    |
| 30    | Ladário                  | 21 522    |
| 31    | Cassilândia              | 20 988    |
| 32    | Fátima do Sul            | 20 609    |
| 33    | Rio Verde de Mato Grosso | 19 818    |
| 34    | Itaquiraí                | 19 433    |
| 35    | Mundo Novo               | 19 193    |
| 36    | Terenos                  | 17 638    |
| 37    | Água Clara               | 16 741    |
| 38    | Sonora                   | 14 516    |
| 39    | Coronel Sapucaia         | 14 161    |
| 40    | Iguatemi                 | 13 796    |
| 41    | Deodápolis               | 13 663    |
| 42    | Camapuã                  | 13 583    |
| 43    | Nioaque                  | 13 220    |
| 44    | Paranhos                 | 12 921    |
| 45    | Porto Murtinho           | 12 859    |
| 46    | Brasilândia              | 11 579    |
| 47    | Eldorado                 | 11 386    |
| 48    | Dois Irmãos do Buriti    | 11 100    |
| 49    | Sete Quedas              | 10 994    |
| 50    | Tacuru                   | 10 808    |
| 51    | Aral Moreira             | 10 748    |
| 52    | Angélica                 | 10 729    |
| 53    | Batayporã                | 10 712    |
| 54    | Glória de Dourados       | 10 444    |
| 55    | Guia Lopes da Laguna     | 9 939     |
| 56    | Antônio João             | 9 303     |
| 57    | Bodoquena                | 8 567     |
| 58    | Inocência                | 8 404     |
| 59    | Japorã                   | 8 148     |
| 60    | Selvíria                 | 8 142     |
| 61    | Bandeirantes             | 7 940     |
| 62    | Anaurilândia             | 7 653     |
| 63    | Jaraguari                | 7 139     |
| 64    | Santa Rita do Pardo      | 7 027     |
| 65    | Pedro Gomes              | 6 941     |
| 66    | Laguna Carapã            | 6 799     |
| 67    | Juti                     | 6 729     |
| 68    | Vicentina                | 6 336     |
| 69    | Douradina                | 5 578     |
| 70    | Paraíso das Águas        | 5 510     |
| 71    | Rochedo                  | 5 199     |
| 72    | Caracol                  | 5 036     |
| 73    | Rio Negro                | 4 841     |
| 74    | Corguinho                | 4 783     |
| 75    | Novo Horizonte do Sul    | 4 721     |
| 76    | Alcinópolis              | 4 537     |
| 77    | Taquarussu               | 3 625     |
| 78    | Jateí                    | 3 586     |
| 79    | Figueirão                | 3 539     |